# Any Joan Fuster
L'Any Joan Fuster fou la designació donada l'any 2022 a la commemoració del centenari del naixement de Joan Fuster, nascut a Sueca el 23 de novembre de 1922.

## Any Joan Fuster al País Valencià
L'efemèride s'aprovà al ple del Consell de la Generalitat Valenciana el 19 de novembre de 2021. Una comissió s'encarregaria d'establir pautes i dur a terme accions i activitats per tal de difondre l'obra de Fuster al llarg d'un programa general d'actes commemoratius així com de coordinar-se amb altres organismes públics que formarien part del comitè d'honor que s'hi volguessin adherir. El comitè executiu estaria integrat per la persona comissionada adjunta per la commemoració de l'Any Joan Fuster, i que presidiria l'òrgan, amb quatre persones pertanyents a la comissió. El Consell aprovà també la creació d'un comitè d'honor integrat per les Corts Valencianes, el Ministeri de Cultura i Esport d'Espanya, el Consell Valencià de Cultura, l'Acadèmia Valenciana de la Llengua, la Universitat de València, la Xarxa Vives d'Universitats, l'Ajuntament de Sueca, la Institució Alfons el Magnànim, l'Institut d’Estudis Catalans, l'Institut Ramon Llull i els hereus de Joan Fuster. La Generalitat de Catalunya aprovà també la commemoració de l'Any Joan Fuster el 21 de desembre de 2021.
La imatge que acompanyà la celebració dels actes de l'Any Joan Fuster, fou obra de l'artista Dani Nebot i s'acompanyaria del lema "CENT de FUSTER. País, paisatge, paisanatge 1922-2022". L'obra en forma de traç rotund i esquemàtic identificaria a primer cop d'ull la cara de Joan Fuster i la seva imatge social, segons explicaria el mateix Nebot. La Generalitat Valenciana acompanyà la presentació del cartell amb la frase "País, paisatge, paisanatge" que el filòleg Amadeu Viana destacà que en realitat era una frase de Miguel de Unamuno i títol de l'article d'aquest "País, paisaje, paisanaje" de l'any 1933, però que Joan Fuster s'hi referí l'any 1982 tot responent-li:
| «                                                      | Continuarem dient 'País Valencià', perquè és una denominació clara, real i efectiva: designa -i lamente la cita- 'país', 'paisatge' i 'paisanatge'. O siga: història, terra i gent | » |
| — Joan Fuster. "Qué i Dónde". número 218. maig de 1982 | |   |

## Any Joan Fuster a Catalunya

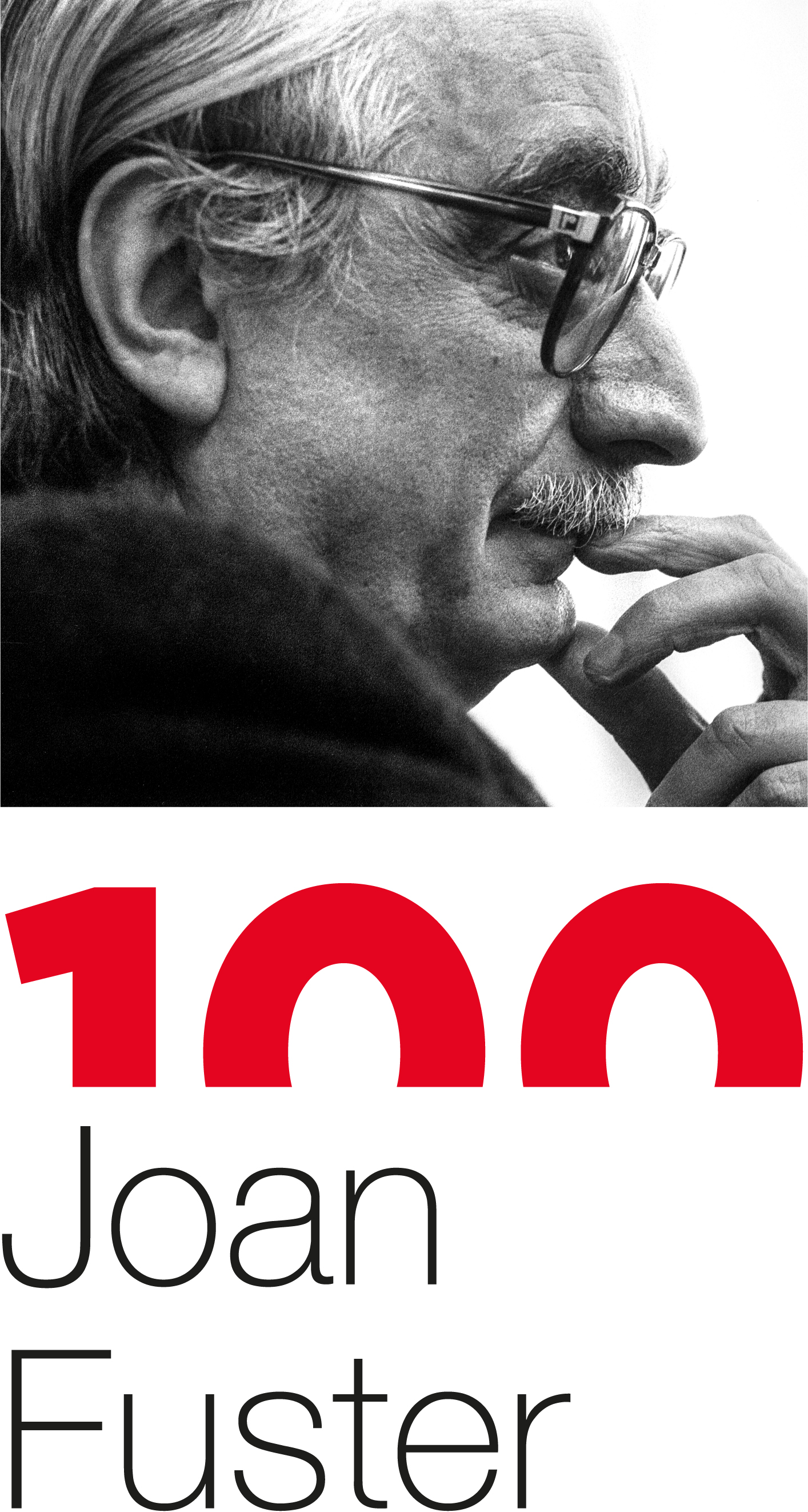
Logo oficial de la commemoració. Generalitat de Catalunya

El Govern de la Generalitat de Catalunya va aprovar el centenari del naixement de Joan Fuster i Ortells com a commemoració oficial de l’any 2022. L’Any Joan Fuster, impulsat pel Departament de Cultura a través de la Institució de les Lletres Catalanes, va ser comissariat per Enric Vicent Sòria i Parra.
Fuster és una de les figures intel·lectuals de més relleu i amb major repercussió pública de la nostra cultura en la segona meitat del segle xx. Per això es va commemorar oficialment la seva figura tant al País Valencià, on va néixer i va viure, les Illes Balears, on també va tenir importants repercussions, i Catalunya, on va publicar la major part de la seva obra i on la seva projecció va ser essencial. A banda de les activitats de la commemoració organitzades pel Departament de Cultura a través de la Institució de les Lletres Catalanes, es van incorporar també accions d'altres entitats i associacions. La commemoració es va treballar en col·laboració amb la Generalitat Valenciana, l’Acadèmia Valenciana de la Llengua i el Govern de les Illes Balears per tal d’acollir algunes de les seves accions i programes a la celebració de l’Any Fuster a Catalunya.
L’objectiu de l’Any Joan Fuster fou aprofundir i difondre al màxim el coneixement de l’obra fusteriana, destacar la seva enorme importància i ressaltar la seva vigència en els nostres dies, com a impulsora d’un pensament crític, exigent i lliure. Aquest propòsit es va concretar en un seguit d’actuacions que permeteren, d’una banda, que l’obra i la figura de Fuster es donin a conèixer en l’àmbit educatiu i de les biblioteques de les xarxes públiques a Catalunya i, d’altra banda, que arribin al màxim nombre de gent a través de la lectura, els recitals, les exposicions i els espectacles. Es va fer èmfasi en la influència innovadora de Fuster tant en l’àmbit cívic com en l’artístic, intel·lectual i pròpiament literari, i es va destacar la seva relació amb escriptors com Carles Riba, Salvador Espriu, Josep Pla, els germans Ferrater o Josep M. Castellet, entre altres figures rellevants de la cultura catalana.
Per a la celebració de l'efemèride, es va crear una pàgina web oficial des del Departament de Cultura de la Generalitat de Catalunya amb diferents recursos: bibliografia, imatges, audiovisuals, etc.
| «                                                                                     | Les meves contradiccions són les meves esperances | » |
| — Joan Fuster. Consells, proverbis i insolències (1968). Barcelona: Edicions 62, 1992 |                                                   |   |

## Obres destacades
- Fuster i Ortells, Joan. Escrits de combat : pamflets polítics, 1962-1983. 1a edició.  València: Edicions Tres i Quatre, 2022, p. 204. ISBN 978-84-17469-28-3.
- Fuster i Ortells, Joan. DIARI 1952-1960.  València: Edicions Tres i Quatre, 2021, p. 446. ISBN 9788417469405.
- Rico Garcia, Antoni. Joan Fuster i el pensament nacional : entre el problema i el programa.  Catarroja: Editorial Afers, 2021, p. 364. ISBN 9788418618079.
- Fuster i Ortells, Joan. Figura d'assaig : literatura, crítica, cultura (1948-1992). 1.  Barcelona: Comanegra, 2021, p. 486. ISBN 978-84-18857-02-7.
- Fuster i Ortells, Joan. Obra completa de Joan Fuster. Primera edició.  Barcelona: Edicions 62, 2012. ISBN 978-84-297-6900-5.
- Fuster i Ortells, Joan. Nosaltres, els valencians.  Barcelona: Edicions 62, 2010. ISBN 978-84-9930-062-7.
- Fuster i Ortells, Joan. Diccionari per a ociosos.  Barcelona: Edicions 62, 2009. ISBN 9788492672004.
- Fuster i Ortells, Joan. Nosaltres, els valencians.  Edicions 62, 2022. ISBN 9788429780161.
- Fuster i Ortells, Joan. Fuster per a ociosos. 1ª.  Carcaixent-Ribera Alta [València]: Sembra Llibres, p. 112. ISBN 978-84-16698-13-4.
- Pla i Casadevall, Josep. HEM D'ACOSTAR-NOS MÉS A VALÈNCIA.  València: Edicions Tres i Quatre, 2021, p. 246. ISBN 9788417469382.
- Fuster, Joan. Consells, proverbis i insolències.  Ara Llibres, 2022, p. 176. ISBN 9788418928390.